# دانیل ویمن
دانیل ویمن (انگلیسی: Daniel Weyman؛ زادهٔ ۱۹۷۷ میلادی) بازیگر اهل بریتانیا است.
از فیلم‌ها یا برنامه‌های تلویزیونی که وی در آن نقش داشته‌است، می‌توان به پوآرو، آدمکشان میدسامر، بازرس فویل، دکتر هو، شاهد خاموش و آرزوهای بزرگ اشاره کرد.